# Имер (коммуна)
Име́р (итал. Imèr, вен. Imèr) — коммуна в Италии, располагается в области Трентино-Альто-Адидже, в провинции Тренто.
Население составляет 1196 человек (2008 г.), плотность населения составляет 44 чел./км². Занимает площадь 27 км². Почтовый индекс — 38050. Телефонный код — 0439.
Покровителями коммуны почитаются святые апостолы Пётр и Павел, празднование 29 июня.
Соседние коммуны — Медзано, Каналь-Сан-Бово, Ламон, Соврамонте, и новая коммуна Примьеро-Сан-Мартино-Ди-Кастроцца.

## Демография
Динамика населения:

## Города-побратимы
- Фаиккьо, Италия (2011)

## Администрация коммуны
- Официальный сайт: http://www.comune.imer.tn.it/ Архивная копия от 2 февраля 2014 на Wayback Machine